# Olib (isla)
La Isla Olib (en croata: Otok Olib) es una isla de Croacia en el norte de Dalmacia, situada al noroeste de Zadar, en el suroeste de Pag, al sureste de Lošinj y justo al este de Silba. La población es de 147 personas.
La isla tiene muchos edificios históricos y ruinas. Entre ellas se encuentran la iglesia parroquial de la Asunción de María, con su colección de antigüedades, incluyendo códices glagolíticos que datan del siglo XVII (ubicados en la tesorería de la rectoría de la parroquia), la torre de piedra o "Kula", construida para la protección de los piratas, y las ruinas de la Iglesia de San Pablo y el monasterio que fue abandonado en el siglo XIII.